# Fara Olivana con Sola
Fara Olivana con Sola är en ort och kommun i provinsen Bergamo i regionen Lombardiet i Italien. Kommunen hade 1 293 invånare (2018).